# Tianastácia
Tianastácia é uma banda brasileira de rock and roll originada em 1992 na cidade de Belo Horizonte, Minas Gerais, com seus únicos membros fundadores ainda no grupo sendo Beto Nastácia no baixo e Antônio Júlio Nastácia nas guitarras e vocais.

## História
Nascida em 1992 em Belo Horizonte, a banda Tianastácia teve em sua formação inicial André Miglio (vocal), Henrique Rodarte (guitarra), os irmãos Antônio Julio (guitarra) e Beto Nastácia (baixo) e Cadu (bateria). Em 1995, o então desconhecido grupo grava a música “Cabrobró” e, ao disputar com centenas de canções o FestValda daquele ano, na categoria música inédita, leva o primeiro lugar, com a apresentadora Astrid Fontenelle os declarando como "melhor banda da história do festival". O nome, homenageando a Tia Nastácia dos livros de Monteiro Lobato, foi escolhido de uma lista que conceberam quando tinha planos de apenas de ser uma banda de garagem.
Em 1996 Léo Nastácia assume as guitarras substituindo Henrique Rodarte e a banda grava seu primeiro álbum Acebolado, pela Cogumelo Records, selo que lançou o Sepultura. De suas 15 faixas, destaca-se “Pinga o Plim”, cujo clipe foi lançado pela MTV, além do single “Cabrobró". No final do ano de 1997, o vocalista André Miglio deixa a banda, sendo substituído por Podé e Maurinho, então do grupo Zoom Bee Doo, trio formado por eles e Marina Machado.
Durante a gravação do segundo álbum, Tianastácia ou Álbum Branco, o baterista Cadu veio a falecer, dando lugar ao baterista Glauco Nastácia. Esse segundo disco, com tiragem limitada a 5000 cópias, contém apenas 7 músicas, pois foram lançadas apenas as gravadas por Cadu. O álbum é dedicado em sua memória. As músicas de trabalho foram “ Jesus Cristinho” e “ Abriu os Olhos”. 
O grupo assinou com a EMI para divulgar suas músicas para fora de Minas Gerais, e gravou dois discos, Tá na Boa (1999), com pegada mais roqueira produzida por Marcelo Sussekind, com quatro releituras (incluindo “Conto de Fraldas”, do baiano Tom Zé, e a regravação de "Cabrobró", ambas ganhando espaço no rádio) e oito inéditas; e Criança Louca (2000), produzido por Carlo Bartolini e contando com Torcuato Mariano como diretor artístico. A banda ganha projeção nacional e é convidada para tocar em festivais como Pop Rock Brasil (1999), em Belo Horizonte e o Festival da Música Brasileira (2000), da Rede Globo, com a música “Morte no Escadão” de autoria do José Carlos Guerreiro. A canção levou o segundo lugar geral no evento, faturando um prêmio de R$ 250 mil reais.
O ano de 2001 começou com a banda tocando na Tenda Brasil do Rock in Rio III.  Com a consolidação do Tianastácia no cenário musical brasileiro, estabeleceram diversas parcerias para seu álbum seguinte, Na Boca do Sapo tem Dente, lançado em 2004 e também produzido por Bartolini, além de Ronaldo Villas e o próprio grupo, que incluíram Tom Zé em "Sapo Antunes", que também contou com o percussionista Paulinho Santos do Uakti, e Maurício Tizumba na canção “Tizumbiar”.  Logo em seguida, no Pop Rock Brasil de 2004 no Mineirão é gravado o primeiro DVD ao vivo do grupo, com público de 50 mil pessoas. O CD/DVD Tianastácia Ao Vivo foram lançados de forma independente e mais tarde relançado pela EMI. Uma das canções do disco, "O Sol", se tornaria ainda conhecida ao ser regravada pelo Jota Quest em 2005, chegando a ser a canção mais tocada no Brasil em 2006, e em 2010 também ganharia versão de Milton Nascimento.
Na gravação do sétimo álbum Orange 7 (2006), a banda já não contava com o guitarrista Léo Nastácia, que se desvinculou do grupo. Este disco marca uma fase mais pop do Tianastácia, onde foram usados teclado, violões e melodias mais tranquilas. O CD foi lançado de forma independente, como está acontecendo com muitas bandas bem sucedidas de todos estilos musicais.
No final de 2009, Tianastácia No País das Maravilhas é uma volta às raízes do primeiro álbum, com hard rock básico e covers de "Faroeste Caboclo" do Legião Urbana e "Balada do Louco" dos Mutantes. Com apenas duas semanas de lançamento, antes mesmo de a banda divulgar o CD pelo Brasil, 15 mil cópias já tinham sido vendidas.
Em 2011, lançaram por download no site da banda um disco de regravações do Secos & Molhados.
O décimo álbum da banda, Movimento Balanço, foi gravado ao vivo no início de 2011 no Teatro Ney Soares do Centro Universitário de Belo Horizonte (UNI-BH), contando com 13 canções, duas inéditas, e foi lançado em CD e DVD no primeiro semestre de 2012.
O som do Tianastácia é eclético, rock n’ roll com misturas e estilos de cada integrante, como o rock das décadas de 60 e 70 (Maurinho), eletrônicos (Glauco) e música brasileira (Beto, Antônio Julio e Podé). Uma peculiaridade que existe na banda desde o início é o fato de sempre carregar a bandeira da música brasileira, já que na época de sua fundação a moda era, mesmo sendo de autoria própria, cantar músicas em inglês.
Em 2013, o Tianastácia se uniu ao produtor Liminha para volta à cena com o álbum Love Love, que contou com apenas uma música que não era inédita, "Posso perder minha mulher, minha mãe, desde que eu tenha o rock and roll", da banda de Liminha, Os Mutantes. Contando com o mesmo rock e bom humor do resto da discografia, incluindo uma faixa-título que fala sobre o amor do homem pelo cão (inspirada pela informação de que em São Paulo existem mais "pet shops" que farmácias), tem referências diversas, que vão desde o ska até o brega. 
Em 13 de abril de 2015, a banda fez sua aparição no palco do programa SuperStar da Globo, ultrapassando a meta de 70% dos votos, e conquistando os jurados e o público da plateia. No mesmo ano, a banda anunciou no Facebook que Glauco deixara a banda. O baterista Alexandre Vermelho se uniu ao grupo para gravar o disco Escorrega 1 Cai 5.
Em 2019, Maurinho Nastácia foi expulso da banda, segundo o próprio, pela banda não achar que ele podia conciliar o grupo com seus projetos paralelos. Ás vésperas das celebrações de 25 anos do primeiro disco, o baterista Dudu Azevedo se juntou ao grupo para gravar o álbum Sonhos Loucos, lançado em 2021 e contando novamente com produção de Liminha. Em 2022, Podé Nastácia pediu para se afastar por motivos pessoais e de saúde. Sem os dois cantores, Antônio Júlio foi promovido a vocalista. O grupo celebrou 30 anos em atividade gravando na série “Sonas Sessions”, realizada pelo estúdio Sonastério, e sendo reforçado pelo guitarrista Egler Bruno. Em 2024, a baterista Amanda Barbosa se uniu ao grupo, após a saída de Dudu Azevedo.

## Integrantes
Atuais
- Antônio Julio Nastácia (vocal, guitarra) (1992-presente)
- Egler Bruno (guitarra) (2023-presente)
- Beto Nastácia (baixo) (1992-presente)
- Amanda Barbosa (bateria) (2024-presente)

Antigos
- Podé Nastácia (Paulo André Coutinho) (vocal) (1997-2022)
- Maurinho Nastácia (Mauro Maltez) (vocal e violão) (1997-2019)
- André Miglio (vocal) (1992-97)
- Henrique Rodarte (guitarra) (1992-96)
- Léo Nastácia (Leo Lachini) (guitarra) (1996-2006)
- João Nastácia (João de Deus)† (guitarra e teclados) (2006-2011; sua morte)
- Cadu (Carlos Eduardo Mello Guimarães Vianna)† (bateria) (1992-97; sua morte)
- Glauco Nastácia (Glauco Mendes Resende) (bateria) (1998-2015)
- Alexandre Vermelho Oliveira (bateria) (2015-21; 2023)
- Dudu Azevedo (bateria) (2021-2023)

## Discografia

### Álbuns de estúdio
| Ano  | Álbum                              | Formatos    | Gravadora    | Vendas  |
| ---- | ---------------------------------- | ----------- | ------------ | ------- |
| 1996 | Acebolado                          | CD          | Cogumelo     | 40.000  |
| 1998 | Tianastácia                        | CD          | Independente | 27.000  |
| 1999 | Tá na Boa                          | CD          | EMI          | 170.000 |
| 2001 | Criança Louca                      | CD          | EMI          | 120.000 |
| 2003 | Na Boca do Sapo Tem Dente          | CD          | Unimar, EMI  | 130.000 |
| 2006 | Orange 7                           | CD          | Independente | 110.000 |
| 2009 | País das Maravilhas                | CD          | Independente | 80.000  |
| 2011 | Tianastácia Canta Secos & Molhados | Digital     | Independente |         |
| 2013 | Love Love                          | CD, Digital | Deck         |         |
| 2017 | Escorrega 1 cai 5                  | CD, Digital | Independente |         |
| 2020 | Guerra e Paz (EP)                  | Digital     | Independente |         |

### Álbuns ao vivo
| Ano  | Álbum                            | Formatos | Gravadora    | Vendas  |
| ---- | -------------------------------- | -------- | ------------ | ------- |
| 2005 | Tianastácia - Ao Vivo            | CD, DVD  | EMI          | 150.000 |
| 2012 | Movimento Balanço                | CD, DVD  | Independente |         |
| 2016 | Tianastácia no Estúdio Showlivre | Digital  | ONErpm       |         |
| 2023 | Sonas Session                    | Digital  | Sonastério   |         |
| 2025 | Acústico                         | Digital  | ONErpm       |         |

### Videografia
- 2005 - Tianastácia Ao Vivo

O DVD foi gravado no Pop Rock Brasil, em 2004, no Estádio Independência, na cidade de Belo Horizonte, para mais de 50 mil pessoas. Foi lançado pela EMI em 2005.
No DVD contém 10 vídeo clipes (Pingaoplim, Tizumbiar, Cabrobró, Conto de Fraldas, Limitado, Sanatório, Profana, Itacaré, Fora de Controle e Rama), 16 bootlegs (Cidade Favela, Mestre Jonas, Profana, Favela, Cabrobró, Fora de Controle, Sapo Antunes, Itacaré, Milho Verde, Não Tinha Emprego, Limitado, Desabafo, Guarda Rogério e Seu Caminho), making ofs (gravação do CD Criança Louca, gravação do clipe da música Sanatório, gravação do CD Na Boca do Sapo Tem Dente e do Show).
No repertório do show, o Tianastácia apresentou: Desabafo, Cabrobró, Fora de Controle, Sculacho, Qualquer Besteira, Seu Caminho/Favela, Sanatório, Limitado, Rama, O Sol, Conto de Fraldas e Sapo Antunes.
- 2012 - Movimento Balanço

O DVD foi gravado no início do ano de 2011, no Teatro Ney Soares do Centro Universitário de Belo Horizonte (UNI-BH). No show que teve mais de 1 hora de duração, foram registradas ao todo 13 músicas, entre elas as músicas inéditas Love Love e Movimento Balanço, que dá nome ao DVD. O registro das imagens do show, dirigido por Gustavo Carneiro (Sixstar Vídeo), foi todo gravado com equipamento de alta definição e reuniu o que há de melhor em termos de tecnologia.

### Singles
| Título                                              | Ano  | Álbum                              |
| --------------------------------------------------- | ---- | ---------------------------------- |
| "Cabrobró" (primeira versão)                        | 1995 | Acebolado                          |
| "Pinga O Plim"                                      | 1996 | Acebolado                          |
| "Jesus Cristinho"                                   | 1998 | Tianastácia                        |
| "Abriu Os Olhos"                                    | 1998 | Tianastácia                        |
| "Cabrobró" (segunda versão)                         | 1999 | Tá Na Boa                          |
| "Conto de Fraldas"                                  | 1999 | Tá Na Boa                          |
| "Mestre Jonas"                                      | 2000 | Tá Na Boa                          |
| "Favela"                                            | 2000 | Tá Na Boa                          |
| "Sanatório"                                         | 2001 | Criança Louca                      |
| "Limitado"                                          | 2001 | Criança Louca                      |
| "Profana"                                           | 2002 | Criança Louca                      |
| "Itacaré"                                           | 2002 | Criança Louca                      |
| "Sapo Antunes"                                      | 2003 | Na Boca do Sapo Tem Dente          |
| "Fora de Controle"                                  | 2003 | Na Boca do Sapo Tem Dente          |
| "O Sol"                                             | 2004 | Na Boca do Sapo Tem Dente          |
| "Rama"                                              | 2004 | Na Boca do Sapo Tem Dente          |
| "Fora de Controle" (ao vivo)                        | 2005 | Tianastácia - Ao Vivo              |
| "Cabrobró" (ao vivo)                                | 2005 | Tianastácia - Ao Vivo              |
| "O Grito"                                           | 2006 | Orange 7                           |
| "Ao Meu Lado"                                       | 2006 | Orange 7                           |
| "Em Primeiro Lugar, Amor"                           | 2007 | Orange 7                           |
| "Fica Aqui"                                         | 2008 | Não adicionado à nenhum álbum      |
| "Guardanapo de Buteco"                              | 2009 | País das Maravilhas                |
| "Casamento"                                         | 2009 | País das Maravilhas                |
| "Eu Sou Mineiro"                                    | 2009 | Não adicionado à nenhum álbum      |
| "Purificado"                                        | 2011 | Tianastácia Canta Secos & Molhados |
| "Movimento Balanço" (ao vivo)                       | 2012 | Movimento Balanço                  |
| "Love Love" (ao vivo)                               | 2012 | Movimento Balanço                  |
| "Love Love"                                         | 2013 | Love Love                          |
| "O Último Beijo, A Última Noite, A Última Hora"     | 2013 | Love Love                          |
| "Rock dos Piru"                                     | 2017 | Escorrega 1 cai 5                  |
| "Bom Dia, Amanhã"                                   | 2019 | Não adicionado à nenhum álbum      |
| "O Santo"                                           | 2019 | Não adicionado à nenhum álbum      |
| "Guerra e Paz"                                      | 2020 | Guerra e Paz                       |
| "Míriam (Para você que virou anjo)"                 | 2020 | Guerra e Paz                       |
| "Quase Nada"                                        | 2020 | Guerra e Paz                       |
| "Sonhos Loucos"                                     | 2021 | Não adicionado à nenhum álbum      |
| "Verão" (com Liminha)                               | 2022 | Não adicionado à nenhum álbum      |
| "Cabrobró" (com Samuel Rosa e Liminha)              | 2022 | Não adicionado à nenhum álbum      |
| "Praiano"                                           | 2022 | Não adicionado à nenhum álbum      |
| "Rama" (segunda versão)                             | 2022 | Não adicionado à nenhum álbum      |
| "Te Desejo Boa Sorte"                               | 2022 | Não adicionado à nenhum álbum      |
| "Míriam (Pra você que virou anjo)" (segunda versão) | 2023 | Não adicionado à nenhum álbum      |

### Outras músicas
| Título                                            | Ano  | Álbum                         | Nota |
| ------------------------------------------------- | ---- | ----------------------------- | --- |
| "Morte no Escadão" (ao vivo)                      | 2000 | Festival da Música Brasileira | Música de autoria de José Carlos Guerreiro, que foi interpretada pela banda no Festival da Música Brasileira, ficando com o 2° lugar e levando o prêmio de R$ 250 mil. |
| "Hino do Atlético Mineiro" (com Rogério Flausino) | 2004 | CD dos Hinos Placar           | |
| "My Generation"                                   | 2006 | Rockin' Days                  | Canção cover do The Who. Álbum de faixas cover feito por músicos diversos do Brasil.                                                                                   |

### Videoclipes
| Título                                  | Ano  | Diretor                                              |
| --------------------------------------- | ---- | ---------------------------------------------------- |
| "Cabrobró" (primeira versão)            | 1996 |                                                      |
| "Pinga O Plim"                          | 1996 |                                                      |
| "Tizumbiar"                             | 1998 | Gustavo Brandão e Marinho Antunes                    |
| "Cabrobró" (segunda versão)             | 1999 | Pena, Conrado e Leandro BHL                          |
| "Conto de Fraldas"                      | 1999 | Eder Santos                                          |
| "Sanatório"                             | 2001 | Ivy Abujamra                                         |
| "Limitado"                              | 2001 | Feliciano Coelho                                     |
| "Profana" (ao vivo)                     | 2002 |                                                      |
| "Itacaré"                               | 2002 |                                                      |
| "Fora de Controle"                      | 2003 |                                                      |
| "Rama"                                  | 2004 | Conrado Almeida                                      |
| "O Grito"                               | 2006 |                                                      |
| "Fica Aqui"                             | 2008 | Gustavo Carneiro                                     |
| "Eu Sou Mineiro"                        | 2009 |                                                      |
| "Love Love"                             | 2013 |                                                      |
| "Rock dos Piru" (versão raiz e nutella) | 2017 | Gustavo Carneiro                                     |
| "Bom Dia, Amanhã!"                      | 2019 |                                                      |
| "Guerra e Paz"                          | 2020 |                                                      |
| "Sonhos Loucos"                         | 2021 |                                                      |
| "Verão" (com Liminha)                   | 2022 |                                                      |
| "Cabrobró" (com Samuel Rosa e Liminha)  | 2022 |                                                      |
| "Míriam"                                | 2023 | Wally Guedes, Beto Nastácia e Antônio Júlio Nastácia |